# Frédéric Spitzer
Pour les articles homonymes, voir Spitzer.
Frédéric Spitzer ou Frédéric Sámuel Spitzer (1815-1890) est un marchand, collectionneur d'art et faussaire autrichien, actif à Paris.
Marchand d'art et de curiosités, il se spécialisait dans l'art médiéval et de la Renaissance et a constitué une importante collection, appelée lors de sa vente posthume Collection Spitzer et qualifiée par les collectionneurs contemporains de huitième merveille du monde. Plus tard, des études ont prouvé qu'il a fait fabriquer et commercialisé des faux.
Sa fille Catherine Coche de La Ferté est une poétesse française, et son petit-fils, Étienne Coche de La Ferté, un homme de lettres français.

## Biographie

### Jeunesse
Frédéric Spitzer naît le 15 décembre 1815 à Vienne ou à Presbourg, fils du fossoyeur d'un cimetière juif de Presbourg,.
Après avoir participé à la Première guerre d'indépendance italienne en 1848, Spitzer voyage à travers l'Allemagne, l'Angleterre, la Belgique et les Pays-Bas.

### Carrière
Inspiré par ses contacts avec des collectionneurs anglais, Frédéric Spitzer commence à collectionner des objets d'art et des antiquités en revendant très cher un tableau de Albrecht Dürer acheté pour seulement cinq florins, ce qui jette les bases de sa fortune,. Il prend notamment conscience des armes et armures anciennes, qu'il achète en grand nombre à Vienne pour les revendre à Londres. Il n'arrive pas à se lancer dans cette ville, où il est installé depuis les années 1840, et décide de s'installer en 1852 à Paris,.
Il devient dans la capitale française le premier antiquaire et collectionneur d'objets du Moyen Âge à la fin de la Renaissance et ses affaires prospèrent,. Trois ans plus tard, il établit la succursale Spitzer à Aix-la-Chapelle : « Kunst- und Antiquaten-Handlung », où il vend de nombreuses antiquités au baron Adolphe de Rothschild. Son magasin, situé dans son hôtel particulier parisien construit en 1878 au 33, rue de Villejust, près de l'Arc de triomphe, devient un lieu de rencontre populaire de l'aristocratie, des personnalités politiques et du monde de l'art (la famille Rothschild compte également parmi sa clientèle) et se fait appeler le « musée Spitzer »,. Par sa capacité à répondre à une demande grandissante d'art décoratif chez la classe bourgeoise ; à s'arracher les œuvres qui ne sont plus à la mode pour les revendre plus tard plus cher ; et à cultiver une aura d'autorité en commandant des textes savants, Frédéric Spitzer est un marchand d'art en avance sur son temps. Un article de 1893 le décrit ainsi :

« un homme d'origine modeste, voire basse, qui possédait l'instinct du chasseur de curiosité, le flair du bibelot. Il a commencé sa vie comme colporteur de curiosités, puis s'est établi comme marchand de curiosités à Paris. Ses connaissances artistiques sont vite connues et des collectionneurs comme le baron Adolphe de Rothschild et Sir Richard Wallace lui confient leurs intérêts. Spitzer lui-même a déclaré qu'il avait fait des affaires à hauteur de plus de 60 000 000 francs avec ces deux seuls clients [...] Il s'était fait construire un hôtel particulier près de l'Arc de Triomphe, avec des galeries dans lesquelles, comme au Louvre, les objets d'art étaient disposés dans des vitrines et catalogués dans l'ordre, afin de présenter aux visiteurs l'histoire complète de l'art du Moyen Âge et de la Renaissance. »

— Jacques St. Cere, The Critic, 8 avril 1893, p. 225.
Le « Musée Spitzer » présente des armes, des armures, des tapisseries, des meubles, de la faïence, des reliquaires, de l'orfèvrerie, des horloges, etc. ; il rivalise avec les musées d'arts et métiers émergents en Angleterre et en Allemagne au point d'être appelé la « huitième merveille du monde ». Certains de ses objets d'art proviennent notamment des collections de Louis Fidel Debruge-Duménil, du Prince Soltykoff, d'Achille, baron Seillière, d'Alessandro Castellani et de Julien Gréau.
Lorsque la guerre franco-prussienne éclate en 1870, Frédéric Spitzer envoie la majeure partie de sa collection à Londres, où elle est rachetée par Richard Wallace. Il part avec sa collection d'armes et armures à Vienne, que le baron Anselm von Rothschild achète pour 500 000 francs. Tout cela lui permet d'acheter la collection Caran à Lyon.
Frédéric Spitzer est fait chevalier de troisième catégorie de la Couronne de fer en 1875 et a été chevalier ou officier de la Légion d'honneur française,.
Vers la toute fin de sa vie, Frédéric Spitzer s'associe à Émile Molinier pour créer un ouvrage de six volumes particulièrement soigné avec des illustrations sur sa collection : La Collection Spitzer : Antiquité - Moyen Âge - renaissance,. Seul le premier volume est publié de son vivant (Paris, Quantin, 1890), mais des instructions sont laissées pour les suivants.

### Fin de vie et descendance
Frédéric Spitzer meurt le 23 avril 1890 à Paris et est enterré au cimetière de Passy.
Il laisse une veuve, née Maria-Victoria Feist avec deux filles mineures, 
- Catherine-Julie Spitzer, née à Chatou le 13 mai 1872 qui épousera en 1891[10] l'avocat Alexandre Paul Coche de La Ferté (1864-1931) et sera poétesse
- Marguerite-Jeanne Spitzer, née à Paris le 15 mai 1874 qui épousera en 1900[d] l'architecte Adolphe Augustin Rey (1864-1934)

toutes trois de nationalité autrichienne et instituées héritières par testament du 16 janvier 1883, la mère étant nommée tutrice par le défunt en vertu de ce même testament. En mai 1890, la veuve Spitzer obtient sa naturalisation ainsi que la reconnaissance de ses deux filles comme Françaises afin de faire lever les scellées par les autorités françaises en vue de l’inventaire de la succession ce à quoi s’oppose, sans succès, le consul d’Autriche.

## Collection

### Devenir de la Collection Spitzer
« La collection Spitzer est, du moins pour les connaisseurs et les amateurs, depuis longtemps la huitième merveille du monde. De temps en temps, son possesseur a permis d'en apercevoir un peu dans les expositions, mais, en règle générale, elle a été verrouillée et barrée contre les yeux vulgaires ou élus dans son vaste manoir de la rue Villejuste, Paris, qu'il fourre comme une saucisse de la cave au toit. »

— The Collector, 1890.
Comme aucun acheteur n'a pu être trouvé pour son magasin trois ans après sa mort, il a été vendu aux enchères en 1893, comme le prévoyait son testament. En présence de représentants des grands musées européens et de collectionneurs privés internationaux, la « Vente aux enchères du siècle » de ce qui est connu comme la Collection Spitzer et qui s'étend sur trois mois avec ses plus de 3 000 à 4 000 objets, a atteint 9,1 millions de francs (soit l'équivalent de 60 millions de dollars en 2014, selon Cordera).
Le collectionneur George Salting (en) (1835-1909) acheta une bonne partie de la collection et légua plus tard des œuvres au British Museum, à la National Gallery de Londres et au Victoria and Albert Museum. Plus tard, une plus grande partie de la collection de Spitzer, composée d'œuvres d'art ou décoratives médiévales et de la Renaissance, a été vendue lors d'une vente de cinq séances aux Anderson Galleries à New York (du 9 au 10 janvier 1929),.

Quelques œuvres ayant appartenu à la Collection Spitzer
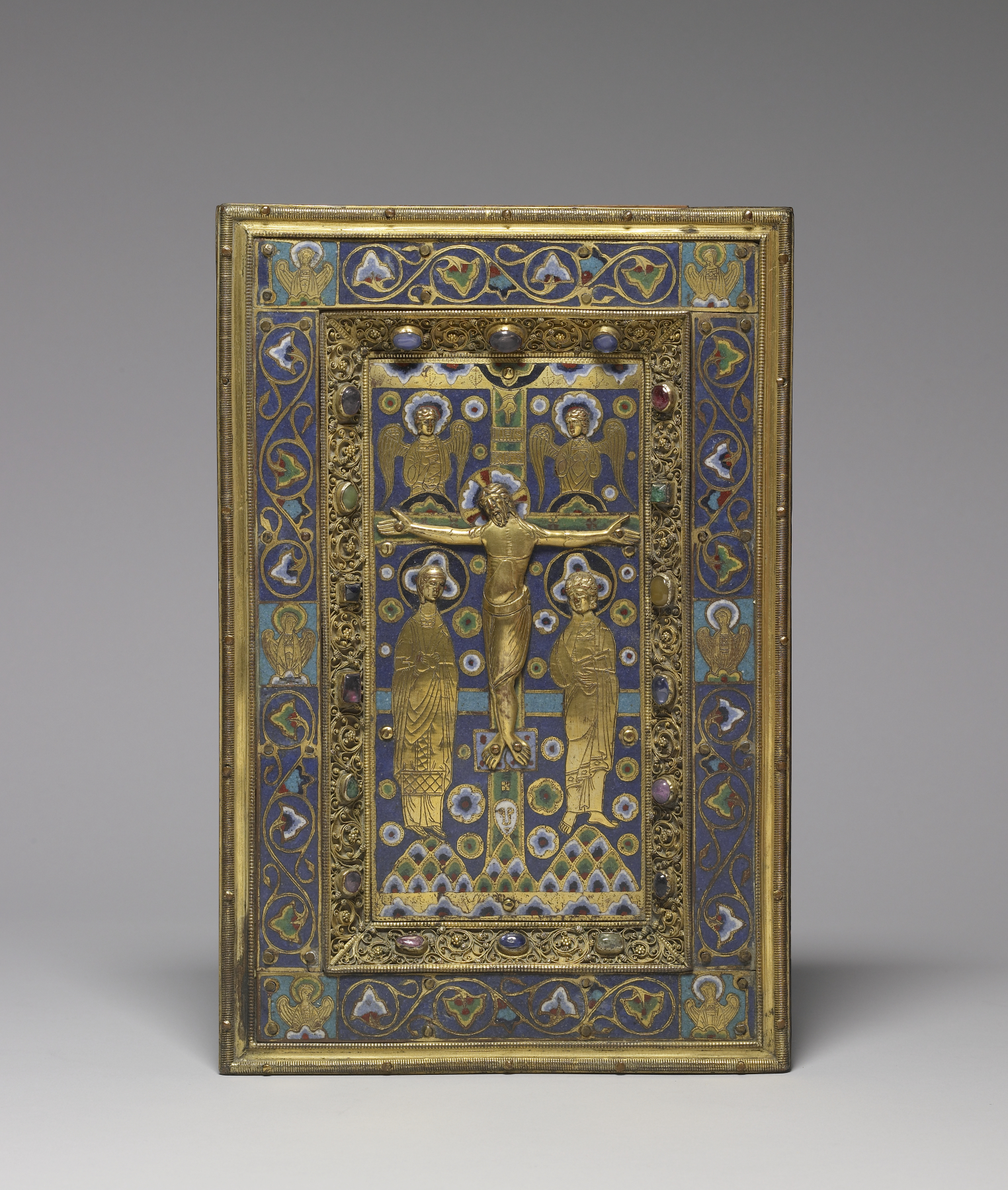
Plaque de la couverture d'un livre d'Évangiles élaboré à Limoges au XIIIe siècle (Walters Art Museum, Baltimore, États-Unis).
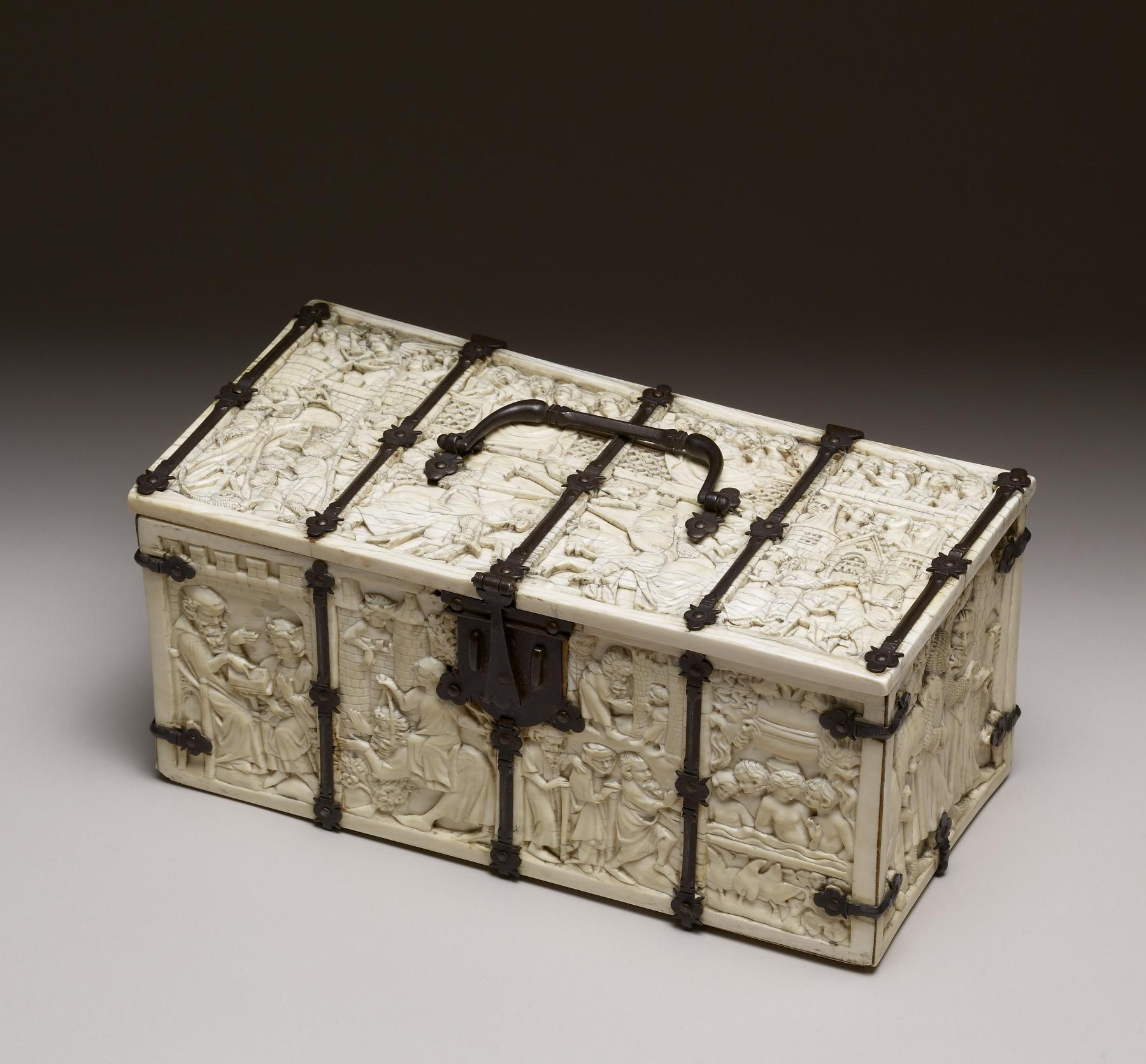
Coffret en ivoire avec des scènes de romances élaboré à Paris entre 1330 et 1350 (Walters Art Museum, Baltimore, États-Unis).
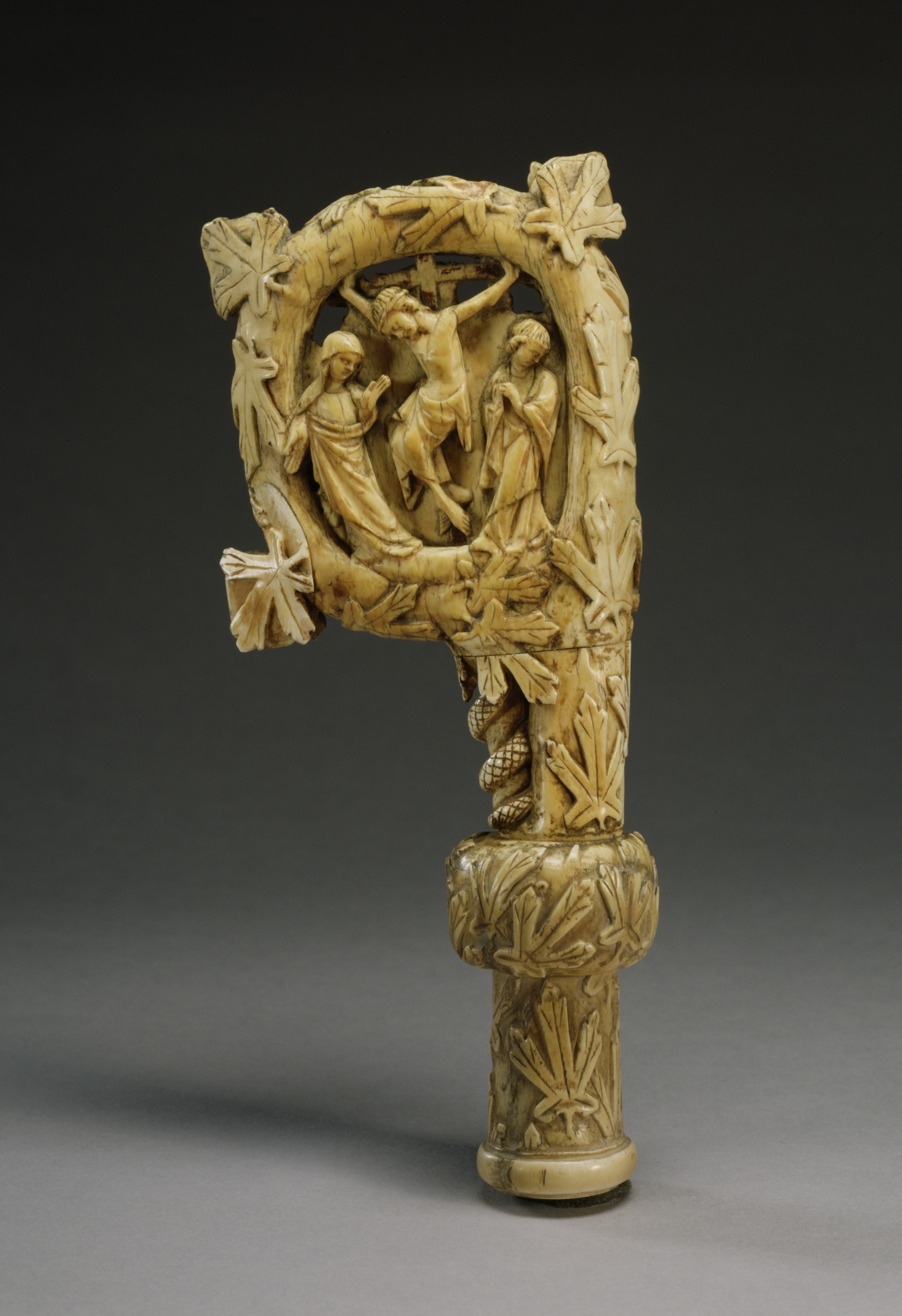
Crosier représentant la Vierge et l'enfant dans la scène de crucifixion élaboré à Paris entre 1340 et 1350 (Walters Art Museum, Baltimore, États-Unis).
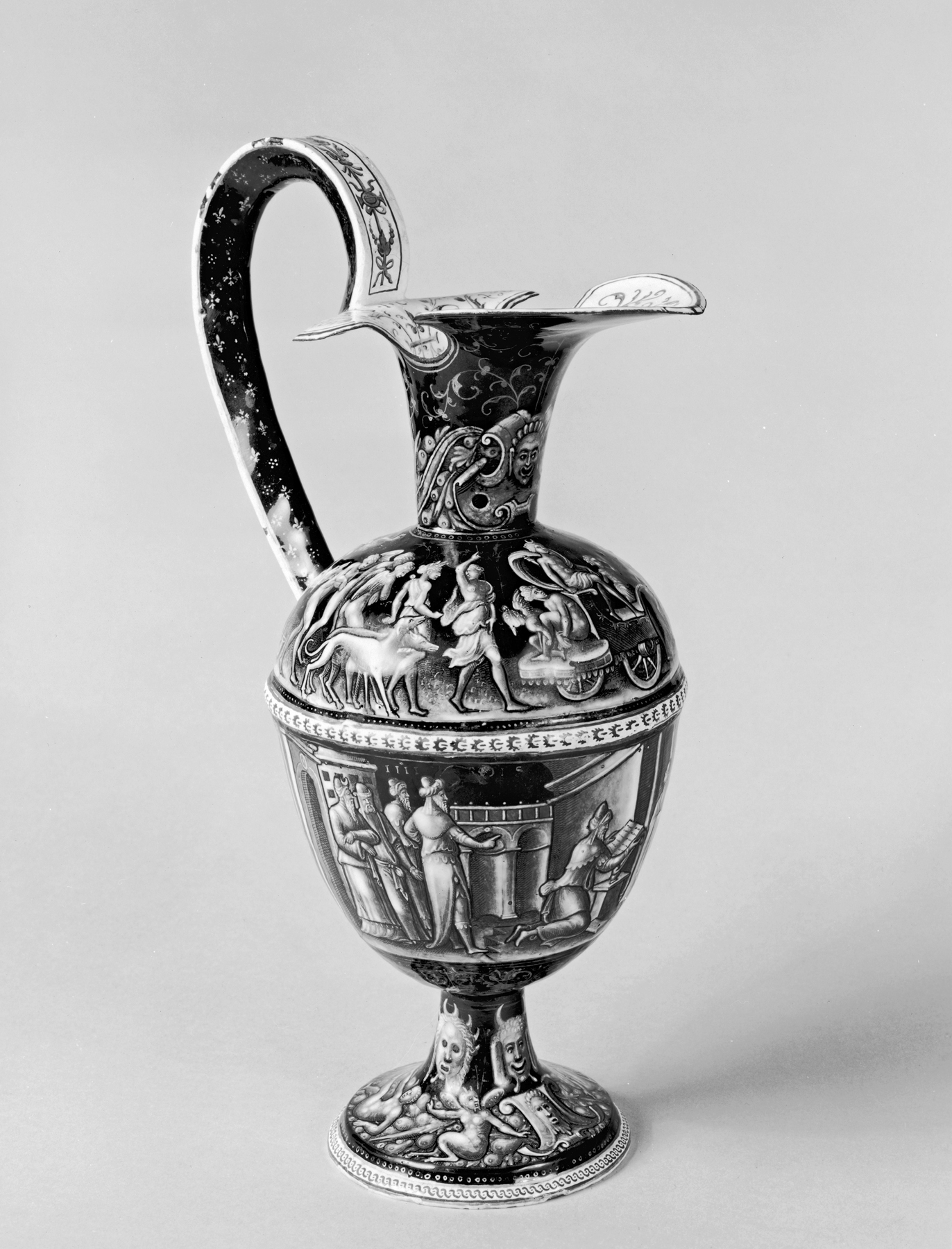
Aiguière avec le triomphe de Diane et Josias lisant la loi peint (émail sur cuivre) par Jean Decourt à Limoges vers 1562 (Walters Art Museum, Baltimore, États-Unis).
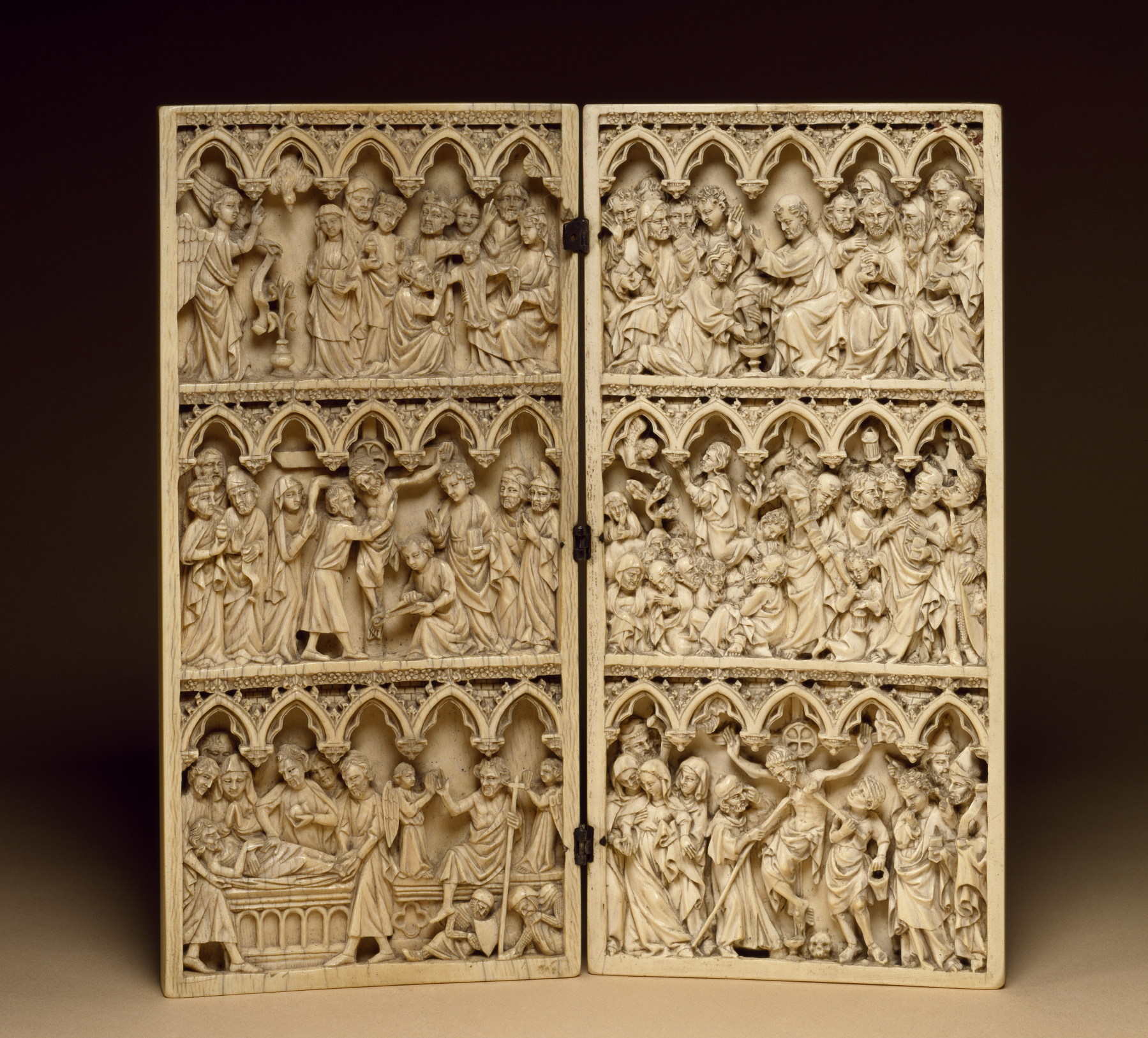
Feuille de diptyque en ivoire avec des scènes de la passion créée par le Maître du diptyque Kremsmünster vers la fin du XIVe siècle (Walters Art Museum, Baltimore, États-Unis).
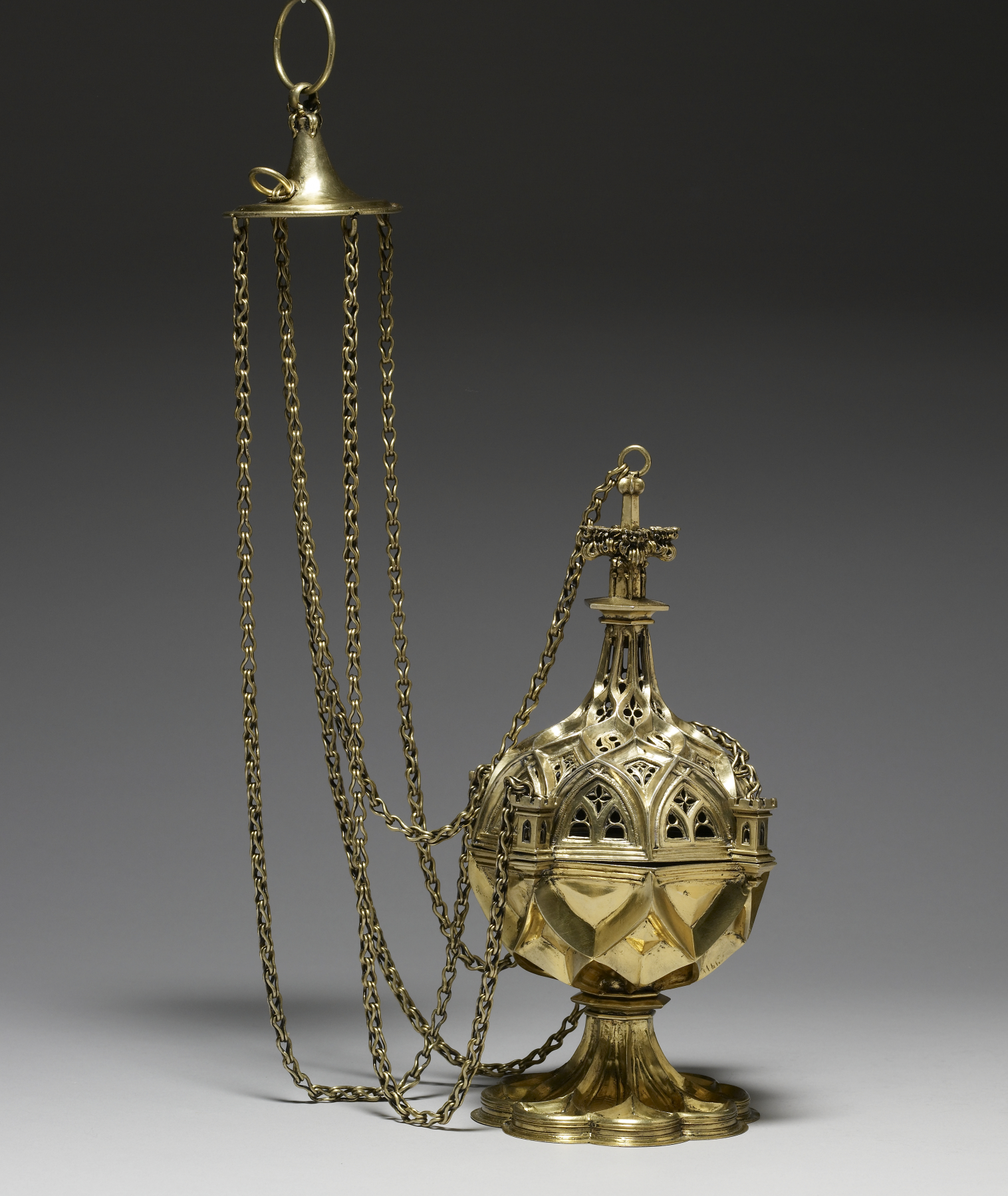
Encensoir en argent doré créé en Allemagne en 1498 (Walters Art Museum, Baltimore, États-Unis).
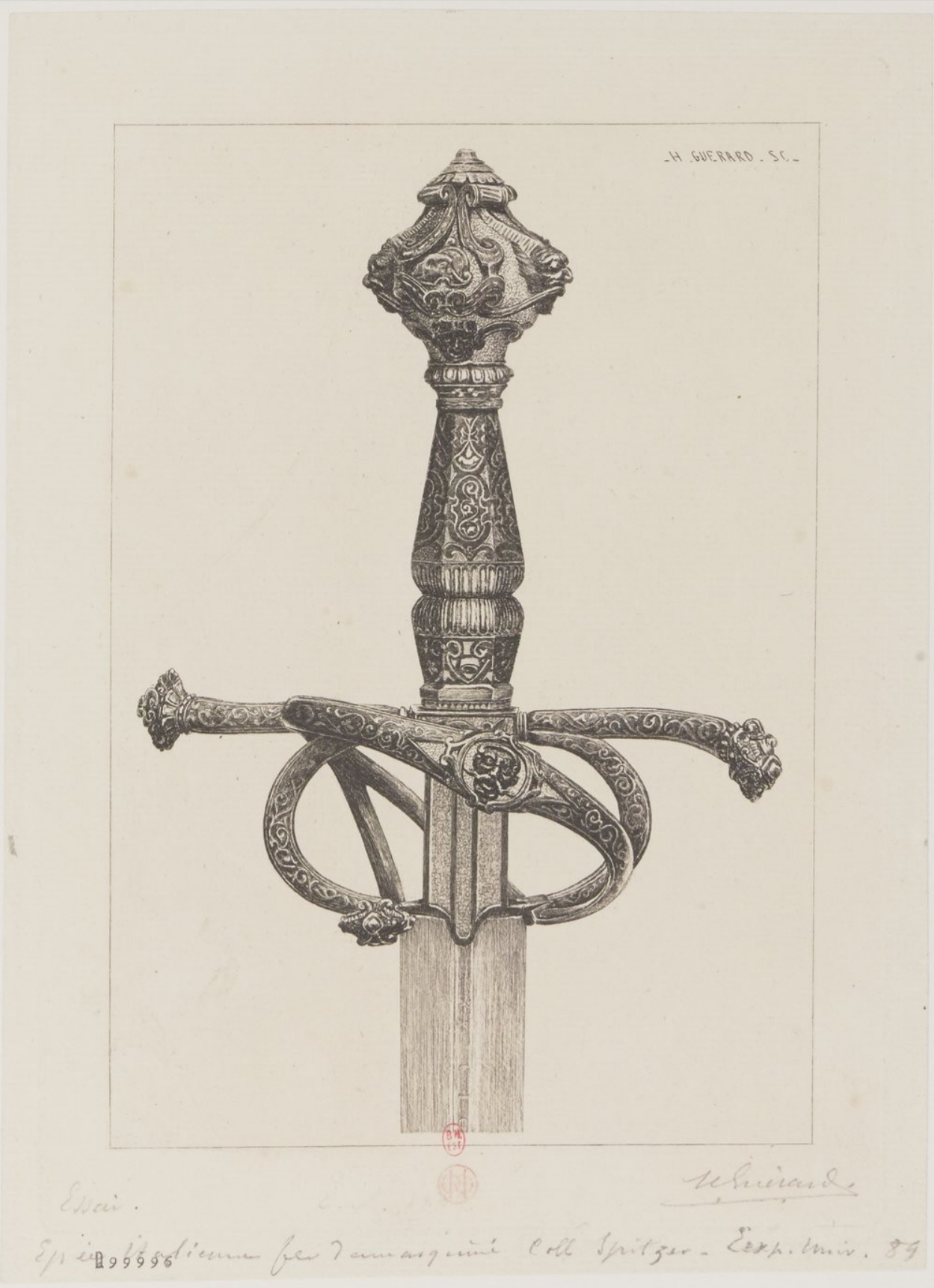
Gravure de Henri Guérard représentant une épée italienne en fer damasquiné ayant appartenu à la Collection (gravure de 1882, Gallica).
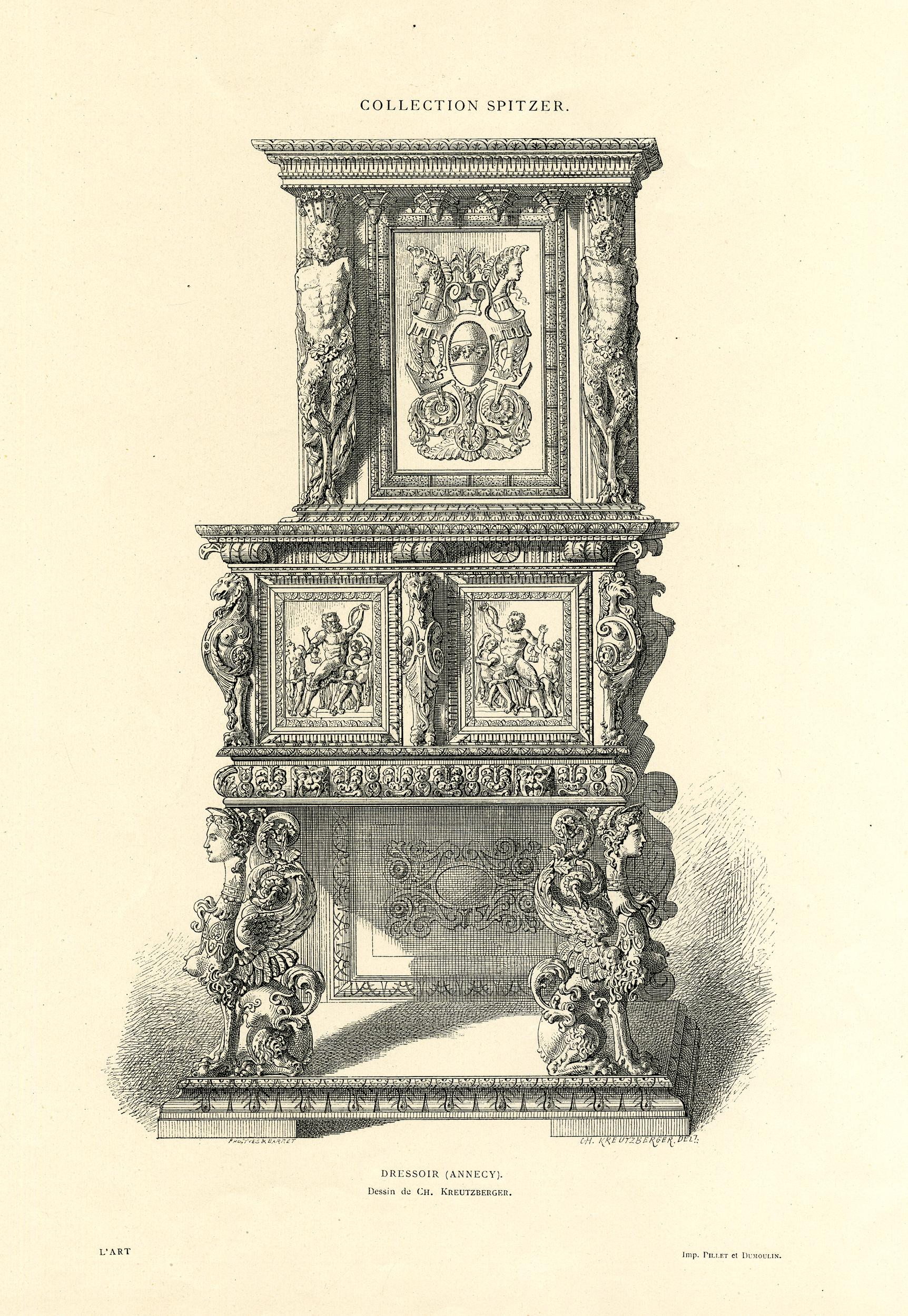
Lithographie représentant un dressoir en bois gravé avec des scènes mythologiques ayant appartenu à la Collection (lithographie de 1880, British Museum).

### Révélations sur la production de faux
Il faut attendre le début des années 1900 pour voir des restaurateurs allemands remettre en question l'authenticité de certaines œuvres, qui semblent fausses ou tellement altérées qu'on ne pourrait les considérer comme authentiques.
En 1978, une partie des œuvres conservées à Londres au Victoria and Albert Museum a été officiellement jugée frauduleuse : des objets ont été assemblés à partir de pièces différentes et des faux ont été volontairement commandés à des artisans,, preuve en est un document contenant des instructions pour fabriquer ces objets. Spitzer a en effet chargé le restaurateur allemand Reinhold Vasters (en) (1827–1909) et d'autres de modifier des objets ou de créer des faux qui pourraient être revendus sur le marché en tant qu'œuvres d'art authentiques de la Renaissance et de la période médiévale,. Le Metropolitan Museum of Art de New York, qui possède alors 45 œuvres provenant de la Collection Spitzer, les retire de ses collections exposées.